# لئوپولد دوم، پادشاه بلژیک
لئوپولدِ دوّم (به فرانسوی: Léopold Louis Philippe Marie Victor) (زاده ۹ آوریل ۱۸۳۵، درگذشته ۱۷ دسامبر ۱۹۰۹) دومین پادشاه بلژیک بوده‌است. او که در بروکسل به دنیا آمد، دومین پسر لئوپولد یکم و لوییز اورلئان بود. وی بعد از پدرش در ۱۷ دسامبر ۱۸۶۵ به تخت نشست و تا زمان مرگ پادشاه بلژیک بود .
کنگو از سال ۱۸۸۵ رسماً به عنوان مستعمره لئوپولد دوم، پادشاه وقت بلژیک درآمد واین پادشاه بلژیکی در طول مدت حکومت شخصی بر دولت آزاد کُنگُو موجب قتل‌عام و مرگ بیش از ۲۰ میلیون نفر از مردمان بومی شد.

## باغ‌وحش انسانی
در سال ۱۸۹۷ میلادی، لئوپولد، پادشاه بلژیک ۲۶۷ سیاهپوست از کنگو را به بلژیک آورد تا آن‌ها را در یک دهکدهٔ شبیه‌سازی شدهٔ آفریقایی به نمایش بگذارد، روشی که امروزه به نام باغ‌وحش انسانی نامیده می‌شود.
در پی همه‌گیر شدن اعتراض به نژادپرستی پس از ماجرای کشته شدن جورج فلوید. پس از آنکه بارها به این مجسمه حمله شده بود و معترضان به آن رنگ پاشیده بودند مقامات شهر آنتورپ در بلژیک مجسمه لئوپولد دوم را از سطح شهر برداشتند.

## جسارت های وابسته
- نسل‌کشی کنگو